# Station Zaklików
Station Zaklików is een spoorwegstation in de Poolse plaats Zaklików.